# Braxton Stone-Papadopoulos
Braxton Rei Stone-Papadopoulos (née le 23 juin 1995 à Scarborough (Canada) est une lutteuse canadienne.
Elle remporte une médaille de bronze en 2013 et une médaille d'or en 2014 en moins de 59 kg aux Championnats panaméricains de lutte.
Elle est médaillée d'argent aux Jeux du Commonwealth de 2014 à Glasgow dans la catégorie des moins de 58 kg.
Elle obtient ensuite une médaille d'or aux Jeux panaméricains de 2015 à Toronto dans la catégorie des moins de 63 kg.